# 801
801 је била проста година.

## Догађаји
- Википедија:Непознат датум — Владавина династије Абасида у Багдаду.
- 3. април — Луј I Побожни, син Карла Великог, осваја Барселону након вишемесечне опсаде. Формирање Грофовије Барселоне.
- 29. април – Земљотрес у Риму и Сполету.
- Цар Карло Велики  уступа територију Нордалбије (данашњи Шлезвиг-Холштајн) паганским Ободритима (савезницима Каролиншког царства).
- Краљ Еардвулф од Нортамбрије води војску у Мерсију против свог ривала, Коенвулфа, како би избацио друге претенденте на трон Нортамбрије
- Рабан Мавр, франачки бенедиктински монах, полаже завет у манастиру Фулда и добија чин ђакона.